# 짐 크레이머

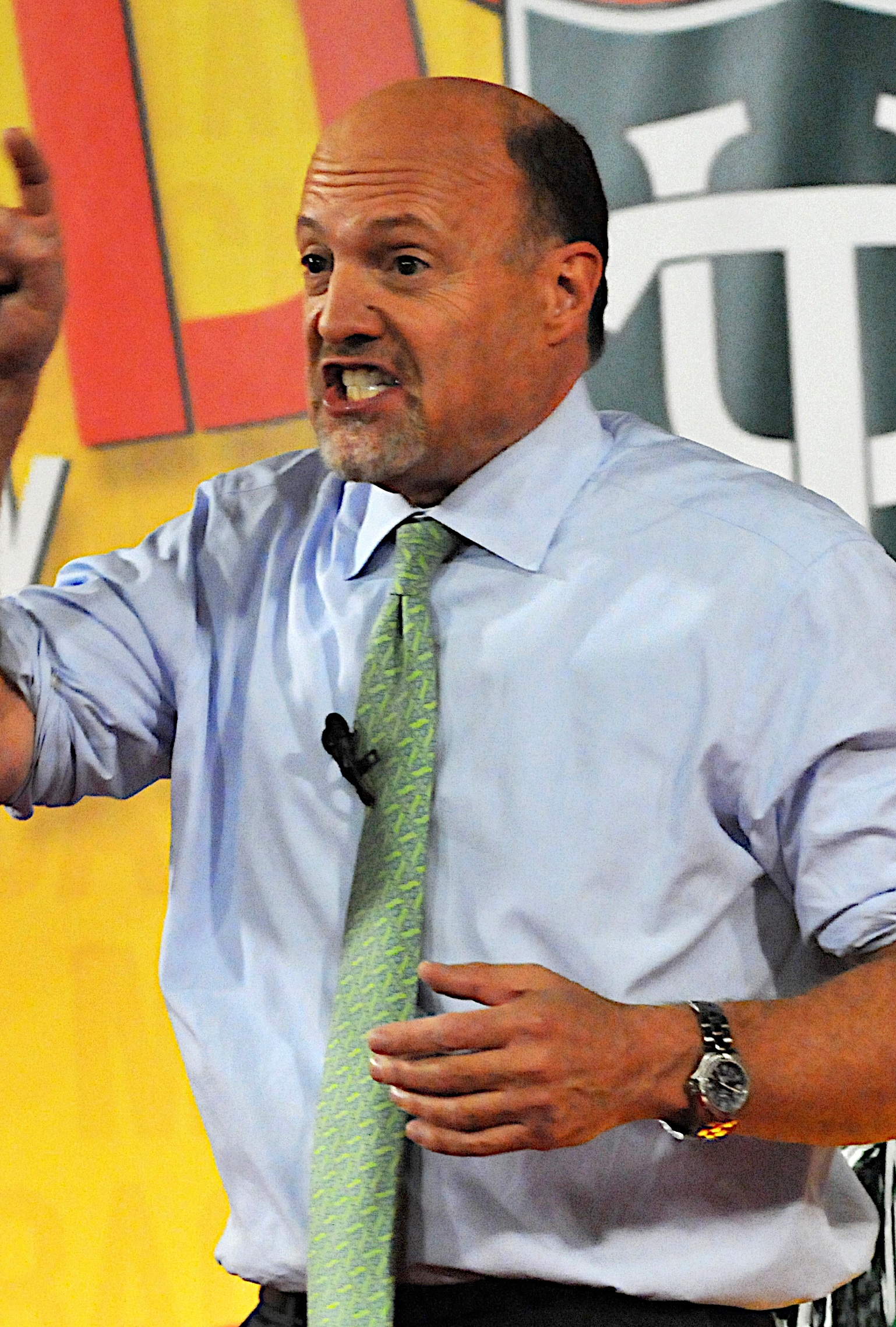
2010년 모습

짐 크레이머(James Joseph Cramer, 1955년 2월 10일 ~ )는 미국 출신의 전직 헤지펀드 매니저로 스트리트닷컴의 공동 창업자이다. 그는 CNBC의 초청 해설가로 등장하며 2005년 이후 <매드 머니> 라는 프로의 진행자로 활약하였다. 그는 이 쇼에서 어떤 주식에 대하여 사고 팔고, 보유해야 하는 지를 코믹하고 직설적으로 표현함으로 많은 대중의 주목을 받고 있다.